# Olympische Sommerspiele 2016/Teilnehmer (Montenegro)
| Gelbes Symbol für Goldmedaillen mit stilisierten Olympischen Ringen | Graues Symbol für Silbermedaillen mit stilisierten Olympischen Ringen | Braundes Symbol für Bronzemedaillen mit stilisierten Olympischen Ringen |
| ------------------------------------------------------------------- | --------------------------------------------------------------------- | ----------------------------------------------------------------------- |
| —                                                                   | —                                                                     | —                                                                       |

Montenegro nahm an den Olympischen Spielen 2016 in Rio de Janeiro teil. Es war die insgesamt dritte Teilnahme an Olympischen Sommerspielen. Das Crnogorski olimpijski komitet nominierte 35 Athleten in 7 Sportarten.
Fahnenträgerin bei der Eröffnungsfeier war die Handballspielerin Bojana Popović.

## Teilnehmer nach Sportarten

### Handball
| Wettbewerb    | Frauen |
| ------------- | --- |
| Athleten      | Sonja Barjaktarović Marina Rajčić Majda Mehmedović Biljana Pavićević Jovanka Radičević Radmila Petrović Suzana Lazović Ema Ramusović Katarina Bulatović Andrea Klikovac Anđela Bulatović Milena Raičević Đurđina Jauković Bojana Popović Marija Jovanović |
| Trainer       | Dragan Adžić |
| Gruppenphase  | Spanien 19:25 (10:14) Angola 25:27 (12:12) Rumänien 21:25 (9:11) Norwegen 19:28 (11:16) Brasilien 23:29 (10:12) |
| Viertelfinale | ausgeschieden |
| Halbfinale    | ausgeschieden |
| Finale        | ausgeschieden |
| Platzierung   | 11. Platz |

### Judo
| Athleten         | Wettbewerb | 1. Runde    | 1. Runde    | 2. Runde      | 2. Runde      | Viertelfinale | Viertelfinale | Halbfinale / Trostrunde | Halbfinale / Trostrunde | Finale / Platz 3 | Finale / Platz 3 | Rang |
| Athleten         | Wettbewerb | Gegner      | Ergebnis    | Gegner        | Ergebnis      | Gegner        | Ergebnis      | Gegner                  | Ergebnis                | Gegner           | Ergebnis         | Rang |
| ---------------- | ---------- | ----------- | ----------- | ------------- | ------------- | ------------- | ------------- | ----------------------- | ----------------------- | ---------------- | ---------------- | ---- |
| Männer           |            |             |             |               |               |               |               |                         |                         |                  |                  |      |
| Srđan Mrvaljević | bis 81 kg  | V. Duminica | 000s0:002s3 | ausgeschieden | ausgeschieden | ausgeschieden | ausgeschieden | ausgeschieden           | ausgeschieden           | ausgeschieden    | ausgeschieden    | 17   |

### Leichtathletik
Laufen und Gehen 
| Athleten          | Wettbewerb | Runde 1 | Runde 1 | Halbfinale | Halbfinale | Finale        | Finale        | Rang |
| Athleten          | Wettbewerb | Zeit    | Rang    | Zeit       | Rang       | Zeit          | Rang          | Rang |
| ----------------- | ---------- | ------- | ------- | ---------- | ---------- | ------------- | ------------- | ---- |
| Frauen            |            |         |         |            |            |               |               |      |
| Slađana Perunović | Marathon   | –       | –       | –          | –          | nicht beendet | nicht beendet | –    |

 Springen und Werfen 
| Athleten        | Wettbewerb | Qualifikation | Qualifikation | Finale        | Finale        | Rang |
| Athleten        | Wettbewerb | Weite/Höhe    | Rang          | Weite/Höhe    | Rang          | Rang |
| --------------- | ---------- | ------------- | ------------- | ------------- | ------------- | ---- |
| Männer          |            |               |               |               |               |      |
| Danijel Furtula | Diskuswurf | ohne Weite    | ohne Weite    | ausgeschieden | ausgeschieden | –    |

### Schwimmen
| Athleten      | Wettbewerb     | Vorlauf | Vorlauf | Halbfinale    | Halbfinale    | Finale        | Finale        | Rang |
| Athleten      | Wettbewerb     | Zeit    | Rang    | Zeit          | Rang          | Zeit          | Rang          | Rang |
| ------------- | -------------- | ------- | ------- | ------------- | ------------- | ------------- | ------------- | ---- |
| Frauen        |                |         |         |               |               |               |               |      |
| Jovana Terzić | 100 m Freistil | 59,59 s | 42      | ausgeschieden | ausgeschieden | ausgeschieden | ausgeschieden | 42   |
| Männer        |                |         |         |               |               |               |               |      |
| Maksim Inić   | 50 m Freistil  | 23,88 s | 51      | ausgeschieden | ausgeschieden | ausgeschieden | ausgeschieden | 51   |

### Segeln
Fleet Race
| Athleten      | Wettbewerb | Qualifikation | Qualifikation | Medal Race    | Medal Race    | Punkte | Rang |
| Athleten      | Wettbewerb | Punkte        | Rang          | Punkte        | Rang          | Punkte | Rang |
| ------------- | ---------- | ------------- | ------------- | ------------- | ------------- | ------ | ---- |
| Männer        |            |               |               |               |               |        |      |
| Milivoj Dukić | Laser      | 232           | 29            | ausgeschieden | ausgeschieden | 232    | 29   |

### Tennis
| Athleten      | Wettbewerb | 1. Runde     | 1. Runde | 2. Runde      | 2. Runde      | Achtelfinale  | Achtelfinale  | Viertelfinale | Viertelfinale | Halbfinale    | Halbfinale    | Finale        | Finale        |               |
| Athleten      | Wettbewerb | Gegner       | Ergebnis | Gegner        | Ergebnis      | Gegner        | Ergebnis      | Gegner        | Ergebnis      | Gegner        | Ergebnis      | Gegner        | Ergebnis      |               |
| ------------- | ---------- | ------------ | -------- | ------------- | ------------- | ------------- | ------------- | ------------- | ------------- | ------------- | ------------- | ------------- | ------------- | ------------- |
| Frauen        |            |              |          |               |               |               |               |               |               |               |               |               |               |               |
| Danka Kovinić | Einzel     | Madison Keys | 3:6, 3:6 | ausgeschieden | ausgeschieden | ausgeschieden | ausgeschieden | ausgeschieden | ausgeschieden | ausgeschieden | ausgeschieden | ausgeschieden | ausgeschieden | ausgeschieden |

### Wasserball
| Wettbewerb      | Männer |
| --------------- | --- |
| Athleten        | Zdravko Radić Draško Brguljan Vjekoslav Pasković Antonio Petrović Darko Brguljan Aleksandar Radović Mlađan Janović Uroš Čučković Aleksandar Ivović Saša Mišić Filip Klikovać Predrag Jokić Miloš Šćepanović |
| Trainer         | Vladimir Gojković |
| Gruppenphase    | Frankreich (7:4) Kroatien (7:8) Italien (5:6) Vereinigte Staaten (8:5) Spanien (9:9) |
| Viertelfinale   | Ungarn (9:9, 4:2 nach PSO) |
| Halbfinale      | Kroatien (8:12) |
| Spiel um Bronze | Italien (10:12) |
| Platzierung     | 4. Platz |